# ヘルマン・ラウシュニング
ヘルマン・アドルフ・ラインホルト・ラウシュニング（1887年8月7日 ~ 1982年2月8日）はドイツの政治家、作家。保守主義運動の信奉者であった、 彼は一時ナチ活動に参加したが、その後ナチ活動と対立した、1933年から1934年まで自由都市ダンツィヒの元老院議長（元首・国家元首）を務めた。1934年、ナチ党員であることを放棄し、1936年にドイツから移住。最終的にはアメリカに定住し、ナチズムを公然と非難し始めた。ラウシュニングは主に著書『ヒトラーとの対話』で知られる、(米題：Voice of Destruction（破壊の声）英題：Hitler Speaks（ヒトラーは語る）の中で、彼はアドルフ・ヒトラーと多くの会合や会話をしたと主張している。）

## 生い立ち
ラウシュニングは、西プロイセン（当時はドイツ帝国の一部、現在はポーランドのトルン）でプロイセン陸軍将校の父親のもとに生まれた。ポツダムのプロイセン士官学校、ベルリン大学で歴史学、ドイツ言語学、音楽学を学び、1911年に博士号を取得。第一次世界大戦では中尉として戦い、負傷した。
戦後はポズナンに滞在し、ポズナンはラウシュニングの出身地である西プロイセンと同様、1919年のヴェルサイユ条約締結後にドイツからポーランドに割譲された。1926年、国際連盟の委任統治下にあった自由都市ダンツィヒに移り、ヴィスワ・フェンス地方のヴァルナウ村に土地を購入し、農民となる。

## 政界
1920年代、ラウシュニングはダンツィヒのドイツ国家人民党（DNVP）に所属していた。1930年のダンツィヒ議会選挙では、ナチス党はダンツィヒの農村住民の支持の可能性を見出したため、DNVPに代わって第2勢力となった、ラウシュニングは1932年、大管区の農業顧問となり、同年2月には、ナチスによる元老院占拠を支持する運動であるダンツィヒ農業同盟（Danziger Landbund）の指導者となった。1932年にはダンツィヒ教員協会の会長にも就任した。 

## 失脚
1934年11月23日、元老院議長を辞職、1935年4月のダンツィヒ選挙では、ナチスに対抗する「立憲主義者」候補を支持し、ポーランドとの協力を支持する記事を書いたが、これはナチスを怒らせた。ラウシュニングは身の危険にさらされた。
1937年にはスイス、1938年にはフランス、1939年にはイギリスに渡った。

## その後の人生
1938年から1942年にかけて、彼はドイツ語でナチス問題に関する多くの著作を書き、英語を含む多くの言語に翻訳された。ヒトラーとの対話（Gespräche mit Hitler）は大ベストセラーとなったが、その信憑性は後に厳しく批判されることになり、現在では歴史家にとってヒトラーに関する正確な資料としての地位はない。しかし、反ナチスのプロパガンダとして、ナチス政権には真剣に受け止められていた。
戦争が始まると、フランス軍は西部戦線にラウシュニングの著作の抜粋を掲載したビラを投下したが、ほとんど反応はなかった。
1941年、ラウシュニングはアメリカに移り住み、1942年にアメリカ国籍を取得、オレゴン州ポートランド近郊に農場を購入し、1982年に死去した。戦後も政治活動を続け、コンラート・アデナウアーの政策に反対した。